# Jonathan Safran Foer
Jonathan Safran Foer (Washington, 21 febbraio 1977) è uno scrittore e saggista statunitense.

## Biografia
Foer è nato a Washington, D.C., figlio di Albert Foer (1944), avvocato e presidente dell'American Antitrust Institute, e di Esther Safran Foer (1946), figlia di sopravvissuti all'olocausto in Polonia, consigliera anziana della storica sinagoga Sixth & I. Ha frequentato la Princeton University, dove gli sono stati assegnati vari premi di scrittura creativa. Curatore dell'antologia A Convergence of Birds: Original Fiction and Poetry Inspired by the Work of Joseph Cornell, prima di cominciare a scrivere frequentò per un certo periodo la Mount Sinai School of Medicine. Nel 2000 gli è stato assegnato il premio per la narrativa della rivista Zoetrope: All-Story.
È stato pubblicato su The Paris Review, Conjunctions, The Guardian, The New York Times e The New Yorker. Nel 1999 si è spostato in Ucraina per fare ricerche sulla vita di suo nonno. Nonostante non l'avesse programmato, questo viaggio ispirò il suo romanzo d'esordio, intitolato Ogni cosa è illuminata, dal quale è stato tratto il film omonimo nel 2005. Grazie a questo libro ha ricevuto il premio National Jewish Book Award e un Guardian First Book Award. Il suo secondo romanzo, pubblicato nel 2005, è Molto forte, incredibilmente vicino, dal quale è stato tratto un film che ha riscosso un notevole successo.
Foer ha poi scritto Se niente importa, in cui descrive l'impatto ambientale degli allevamenti intensivi, le sofferenze patite dagli animali da macello e la sua decisione di abbracciare il vegetarianismo per rispetto dei diritti degli animali. Nel novembre 2010 ha pubblicato Tree Of Codes, un'opera realizzata ritagliando parole di un libro già esistente (The street of crocodiles di Bruno Schulz). Si noti che anche il titolo dell'opera non è altro che un ritaglio dal titolo del libro di Schulz. Il 29 agosto 2016, in anteprima rispetto agli Stati Uniti, esce in Italia il suo nuovo romanzo, Eccomi.

## Vita privata
È stato sposato con la scrittrice Nicole Krauss, dalla quale ha avuto due figli. Dopo dieci anni di matrimonio, la coppia si è separata nel 2014.

## Opere

### Romanzi
- Ogni cosa è illuminata (Guanda, 2002)
- Molto forte, incredibilmente vicino (Guanda, 2005)
- Tree of Codes (2010)
- Eccomi (Guanda, 2016)

### Racconti
- The Very Rigid Search (tratto da Ogni Cosa è Illuminata) (The New Yorker, 18 giugno 2001)
- If the Aging Magician Should Begin to Believe (incluso in A Convergence of Birds)
- A Primer for the Punctuation of Heart Disease (The New Yorker, 10 giugno 2002)
- The Sixth Borough (entrato poi a far parte di Molto Forte, Incredibilmente Vicino; compare anche nella collezione Noisy Outlaws, Unfriendly Blobs, and Some Other Things That Aren't as Scary, Maybe, Depending on How You Feel About Lost Lands, Stray Cellphones, Creature from the Sky, Parents Who Disappear in Peru, a Man Named Lars Farf, and One Other Story We Couldn't Quite Finish, So Maybe You Could Help Us Out. )
- Cravings
- About the Typefaces Not Used in This Edition (The Guardian, 2 dicembre 2002)
- Room After Room (incluso in Best of Young American Novelists 2, Granta 97, pubblicato nel 2007)
- The Marcus Tenser Effect (The Atlantic Monthly, 2008)

### Saggi
- Se niente importa. Perché mangiamo gli animali? (Eating Animals, 2009), Collana Biblioteca della Fenice, Milano, Guanda, 2010, ISBN 978-88-608-8113-7.
- Possiamo salvare il mondo, prima di cena. Perché il clima siamo noi (We are the Weather, 2019), Collana Biblioteca della Fenice, Milano, Guanda, 2019, ISBN 978-88-235-2121-6.

## Trasposizioni cinematografiche
- Ogni cosa è illuminata (Everything Is Illuminated), regia di Liev Schreiber (2005)
- Molto forte, incredibilmente vicino (Extremely Loud and Incredibly Close), regia di Stephen Daldry (2011)